# Tanytarsus dendyi
Tanytarsus dendyi är en tvåvingeart som beskrevs av James E. Sublette 1964. Tanytarsus dendyi ingår i släktet Tanytarsus och familjen fjädermyggor. Inga underarter finns listade i Catalogue of Life.